# Sibilla Aleramo
Sibilla Aleramo, pseudonimo di Marta Felicina Faccio, detta Rina (Alessandria, 14 agosto 1876 – Roma, 13 gennaio 1960), è stata una scrittrice, poetessa e giornalista italiana.
È ricordata per il suo romanzo autobiografico Una donna, in cui dipinge la condizione femminile in Italia a cavallo fra il XIX ed il XX secolo.

## Biografia

### Infanzia e adolescenza
Figlia di Ambrogio Faccio, professore di scienze, e di Ernesta Cottino, casalinga, era la maggiore di quattro fratelli. Visse a Milano fino all'età di dodici anni, quando interruppe gli studi per il trasferimento della famiglia a Civitanova Marche, dove il marchese Sesto Ciccolini aveva offerto al padre la direzione della propria fabbrica. Fu il padre a spingere Rina a lavorare come contabile nello stabilimento.
La sua adolescenza fu infelice: nel settembre del 1890 la madre, sofferente da tempo di depressione, tentò il suicidio gettandosi dal balcone di casa. La sua crisi si accentuò progressivamente negli anni, provocando tensioni inevitabili nei rapporti familiari: dopo pochi anni, la donna fu ricoverata nel manicomio di Macerata, dove morì nel 1917. Nel febbraio del 1892, a quindici anni, Rina fu violentata da un impiegato della fabbrica, Ulderico Pierangeli, che il 21 gennaio del 1893 sarà costretta a sposare.

### L'inizio dell'attività letteraria

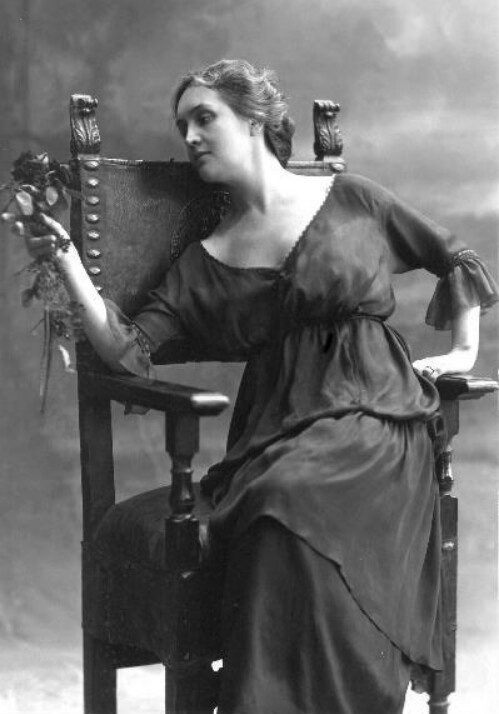
Nunes Vais: Sibilla Aleramo, 1917

Prigioniera in una convivenza oppressiva con un marito abusante e di una vita condotta in una cittadina della quale percepiva il gretto provincialismo, credette di trovare nella cura del suo primo figlio Walter, nato nel 1895, una fuga dall'oppressione della propria esistenza. La caduta di questa illusione la portò a un tentativo di suicidio, dal quale volle sollevarsi attraverso l'impegno a realizzare aspirazioni umanitarie con letture e articoli che le furono pubblicati, a partire dal 1897, nella «Gazzetta letteraria», ne «L'Indipendente», nella rivista femminista «Vita moderna», e nel periodico, di ispirazione socialista, «Vita internazionale». A questi anni risale la corrispondenza con un'altra donna impegnata nelle battaglie per l'emancipazione femminile, Giorgina Craufurd Saffi e con il marito Aurelio Saffi.
Il suo impegno femminista non si limitò alla scrittura ma si concretizzò nel tentativo di costituire sezioni del movimento delle donne (Paolina Schiff le aveva chiesto di creare una Lega delle donne nelle Marche) e nella partecipazione a manifestazioni per il diritto di voto e per la lotta contro la prostituzione, tema caro anche alla Saffi.
Trasferitasi nel 1899 a Roma dove il marito, licenziato dall'impiego, aveva avviato un'attività commerciale, a Rina Faccio fu affidata la direzione del settimanale socialista «L'Italia femminile», fondato da Emilia Mariani, nel quale tenne in particolare una rubrica di discussione con le lettrici e ricercò la collaborazione di intellettuali progressisti - Giovanni Cena, Paolo Mantegazza, Maria Montessori, Ada Negri, Matilde Serao - divenne grande amica di Alessandrina Ravizza, conobbe influenti dirigenti socialisti come Anna Kuliscioff e Filippo Turati, e iniziò una relazione con il poeta Guglielmo Felice Damiani.
In seguito a dissensi con l'editore Lamberto Mondaini, lasciò già nel gennaio del 1900 la direzione del settimanale e dovette seguire la famiglia nuovamente a Porto Civitanova, dove il marito aveva ricevuto l'incarico di dirigere la fabbrica al posto del suocero dimissionario. Dal 1901 al 1905 collaborò con la rivista Unione femminile, pubblicata dall'Unione femminile nazionale, di cui diventò socia nel 1906. I difficili rapporti familiari la convinsero ad abbandonare marito e figlio trasferendosi a Milano nel febbraio del 1902 e legandosi a Giovanni Cena, direttore della rivista «Nuova Antologia» alla quale la Faccio collaborò e iniziò a scrivere, su sollecitazione dello stesso Cena, il romanzo Una donna.
Edito nel 1906 è la vicenda della sua stessa vita, dall'infanzia fino alla sofferta decisione di lasciare il marito e soprattutto il figlio, in nome dell'affermazione di una vita libera e consapevole e contro la costrizione e l'umiliazione dell'esistenza che un'ipocrita ideologia del sacrificio intende imporre alle donne. Una donna fu pubblicato sotto lo pseudonimo di "Sibilla Aleramo", suggerito da Giovanni Cena, che trasse il cognome Aleramo dalla poesia del Carducci Piemonte, e da allora divenne il suo nome nella letteratura e nella vita. Lo stesso Cena volle anche rivedere il manoscritto, come rivelò la scrittrice: «Asportò egli dal mio libro le pagine dove io diceva il mio amore per Felice. Ed io lasciai amputare così quello che voleva, che gridava essere opera di verità. Come un altro qualunque dei tagli operati sul manoscritto, come su un qualunque lavoro letterario. Uncinò i margini con parole sue». Il libro ottenne subito un grande successo e fu presto tradotto in quasi tutti i paesi europei e negli Stati Uniti d'America.
Continuò la propria attività nel movimento femminista. Fece parte del comitato promotore della sezione romana dell'Unione femminile nazionale. Si impegnò in una delle principali attività della sezione romana, l'istituzione di scuole serali femminili e di scuole festive e serali per contadini e contadine dell'Agro romano, ideate da Anna Fraentzel Celli e di cui si fece promotrice insieme a Giovanni Cena e Angelo Celli. Fece parte anche del Comitato per l'istruzione delle popolazioni nel Mezzogiorno costituito dopo il terremoto del 1908.
Dal movimento femminista si distaccò poco dopo, giudicandolo «una breve avventura, eroica all'inizio, grottesca sul finire, un'avventura da adolescenti, inevitabile ed ormai superata». Si trattava ora, secondo lei, di rivendicare ed esprimere la diversità femminile: «Il mondo femmineo dell'intuizione, questo più rapido contatto dello spirito umano con l'universale, se la donna perverrà a renderlo, sarà, certo, con movenze nuove, con scatti, con brividi, con pause, con trapassi, con vortici sconosciuti alla poesia maschile».

### Le tormentate relazioni

Foto autografata di Sibilla Aleramo

Terminata la relazione con Cena, condusse una vita piuttosto errabonda. Femminista, pacifista, dopo il 1945 convinta comunista, la scrittrice Sibilla Aleramo non si adeguò a ruoli o immagini femminili tradizionali. Ebbe anche relazioni omosessuali, la più nota delle quali è quella con la ravennate Lina Poletti tra il 1908 e il 1909. La libertà con cui viveva la sua vita sessuale e le relazioni, scandalosa per l'epoca, le attirò invidie e gelosie anche violente e, come spesso accade alle donne, commenti inappropriati sulle sue scelte da parte degli uomini, desiderosi che le figure femminili restassero relegate a ruoli marginali e privi di alcuno spirito d'iniziativa. Tra questi, Giuseppe Prezzolini che scrisse di Aleramo: "lavatoio sessuale della cultura italiana".
Nel 1911 soggiornò a Firenze, collaborando al Marzocco. Nel 1913, a Milano, si avvicinò ai Futuristi. A Parigi (1913-1914) conobbe Guillaume Apollinaire e Verhaeren, a Roma Grazia Deledda. In questo periodo ebbe numerose e brevi relazioni sentimentali come lei stessa raccontò più tardi nelle pagine dei diari: il primo fu Vincenzo Cardarelli, seguito da altre personalità già celebri o che lo diverranno: Giovanni Papini, Giovanni Boine, Clemente Rebora, Umberto Boccioni, Salvatore Quasimodo, Raffaello Franchi.
Durante la prima guerra mondiale conobbe Dino Campana. Il poeta non era al fronte, ufficialmente in cura a causa di una nefrite, ma in realtà perché già era stata diagnosticata la malattia mentale quando era stato in cura nell'ospedale di Marradi nell'estate del 1915. I due erano molto diversi: lei mondana e frequentatrice di salotti, lui schivo e appartato. Il rapporto fu assai tormentato, brutale, appassionato e ambivalente, dove nessuno dei due soccombe. Fughe, inseguimenti, brevi riappacificazioni. E ancora botte, insulti, sputi, morsi, graffi, sesso.. Aleramo lo portò anche da un noto psichiatra dell'epoca, il professor Ernesto Tanzi. Anche se non sappiamo quale fu il responso dello psichiatra, quella visita segnerà la fine del rapporto.
Nel 1919 pubblicò Il passaggio e nel 1921 la sua prima raccolta di poesie, Momenti. Nel 1920 è a Napoli, dove scrive Endimione, dedicato a D'Annunzio. L'opera, ispirata alla sua vicenda amorosa con il giovane atleta Tullio Bozza, finita con la morte di lui di tubercolosi, riscosse successo nella rappresentazione parigina, ma non in quella torinese, dove al teatro Carignano venne fischiata.
Nel 1927 uscì il romanzo epistolare Amo dunque sono, raccolta di lettere, non spedite, a Giulio Parise, allora aderente al Gruppo di Ur.
Prima di incontrare Parise, ebbe una breve ma intensa relazione con Julius Evola, come lei stessa riporta nel libro Amo dunque sono. Nel 1928, ridotta in povertà, tornò a Roma. Del 1929 è la raccolta Poesie. Un anno dopo pubblicò un volume di prosa, Gioie d'occasione. Tra il 1932 e il 1938 uscì un romanzo, Il frustino, e un'altra raccolta di poesie, Sì alla terra, e una nuova serie di prose, Orsa minore.

### Il compromesso col fascismo
Dopo una prima fase di opposizione al regime, nel 1925 firmò il Manifesto degli intellettuali antifascisti. Nel 1929 si incontrò con Mussolini, ottenendo di essere ammessa all'Accademia d'Italia. Da allora iniziò anche a elogiare il regime sulle pagine dei giornali, ricavandone modeste fonti di reddito ulteriori, oltre a godere della protezione del Governo. Nel 1933 si iscrisse all'"Associazione nazionale fascista donne artiste e laureate". Nel 1943 però si rifiuterà di trasferirsi a Salò, definendo quell'ultima pagina del fascismo come "vergognosa".

### Gli ultimi anni e l'iscrizione al PCI
Terminata la relazione con Enrico Emanuelli, più giovane di Sibilla di trentatré anni, nel 1936 ella si innamorò ricambiata di Franco Matacotta, uno studente di quarant'anni più giovane di lei, a cui restò legata per dieci anni.
Al termine della seconda guerra mondiale si iscrisse al PCI, impegnandosi intensamente in campo politico e sociale e collaborando con l'Unità. Nel 1948 partecipò al Congresso Mondiale degli Intellettuali per la Pace, che si tenne a Breslavia.
Morì a Roma a ottantatré anni nel 1960, dopo una lunga malattia. Gli ultimi anni della propria vita sono documentati dalle sue lettere pubblicate in Lettere ad Elio, il poeta Elio Fiore. È sepolta presso il Cimitero del Verano di Roma.
Per trent'anni il figlio Walter non volle incontrarla, le scrisse solo per comunicarle la morte del marito. Si rividero nel 1933, ma l'incontro si concluse con grande amarezza, come lei scrisse in Diario di una donna. Si incontrarono nuovamente nel 1947, e Walter, che aveva perso un figlio diciottenne un anno prima, le presentò l'altro figlio. Il terzo e ultimo incontro ebbe luogo a Roma, sul letto di morte di Sibilla.

## Nella cultura di massa
- Il rapporto con il poeta Dino Campana forma il soggetto del film Un viaggio chiamato amore (2002), diretto da Michele Placido e interpretato da Laura Morante e Stefano Accorsi.
- Nel 1985 era già uscito il film Inganni del regista Luigi Faccini e interpretato da Bruno Zanin e Olga Karlatos, che affrontava la relazione che Sibilla Aleramo ebbe con Dino Campana.

## Biblioteca e archivio personale
- Gran parte delle sue carte e la sua biblioteca sono depositate presso la Fondazione Gramsci di Roma.[16]
- L'Archivio per la memoria e la scrittura delle donne Alessandra Contini Bonacossi ha curato la raccolta, l'ordinamento e il deposito di alcune delle sue carte presso l'Archivio di Stato di Firenze.[17]
- Sua corrispondenza è presente anche nell'Archivio nazionale dell'UDI a Roma.
- L'ultimo manoscritto della scrittrice fu lasciato al Partito Comunista Italiano; gli esecutori testamentari furono Palmiro Togliatti e Ranuccio Bianchi Bandinelli[18].

## Intitolazioni
- Le sono state dedicate strade in molte città d'Italia e piazze a Torino, Parma, Lastra a Signa, Scandicci.
- Le è stata dedicata anche una sala conferenze alla Biblioteca delle Oblate di Firenze.
- Le è stata dedicata la Biblioteca comunale di Ravarino.
- Dall'A.S. 2024-2025 le è stato intitolato l'Istituto Comprensivo del quartiere Cristo, nella sua città natale, Alessandria.
- È a lei dedicato, insieme con Benedetto Croce, l'istituto superiore Croce-Aleramo, a Roma.

## Opere

### Prosa
- Una donna, romanzo, Roma-Torino, Società tipografico-editrice nazionale, 1906
- Il passaggio, Milano, Treves, 1919.
- Andando e stando prose: Errabunda, La pensierosa, Volti e destini, Firenze, Bemporad & figlio, 1921
- Trasfigurazione novella, Firenze, R. Bemporad e Figlio, 1922
- Il mio primo amore con un disegno di Grafiche romane Ars nova, 1924
- Amo dunque sono, Milano, Mondadori, 1927.
- Gioie d'occasione miscellanea, Milano, Mondadori, 1930
- Il frustino romanzo, Milano, Mondadori, 1932
- Orsa minore note di taccuino, Milano, Mondadori, 1938
- Dal mio diario. 1940-44, Roma, Tumminelli, 1945
- Il mondo è adolescente, con un disegno di Corrado Cagli, Milano, Milano-Sera, 1949
- Lettere d'amore a Lina, Roma, ed. Savelli, 1982
- Lettere a Elio, con prefazione di Mario Luzi, Roma, Editori Riuniti, 1989

### Poesia
- Momenti, Firenze, Bemporad & figlio, 1921
- Endimione, poema drammatico in tre atti, Roma, Stock, 1923
- Poesie, Milano, Mondadori, 1929
- Sì alla Terra nuove poesie, Milano, Mondadori, 1935
- Selva d'amore, Milano, Mondadori, 1947 premio Viareggio 1948 Poesia[19]
- Aiutatemi a dire, con prefazione di Concetto Marchesi e due disegni di Renato Guttuso, Roma, Edizioni di cultura sociale, 1951
- Luci della mia sera, con prefazione di Sergio Solmi, Roma, Editori Riuniti, 1956
- Tutte le poesie, a cura e con prefazione di Silvio Raffo, Milano, Mondadori, 2004

## Programmi radiofonici Rai
- Scrittori al microfono, intervista con se stessi Sibilla Aleramo, trasmesso il 6 giugno 1950

## Omaggi
- La poesia Sibilla di Riccardo Savini è dedicata a Sibilla Aleramo in Nero oro ero, Limina Mentis Editore, 2010 ISBN 88-95881-18-4
- Alla relazione tra Dino Campana e Sibilla Aleramo è dedicata la poesia di Daniele Miglio Dino e Sibilla pubblicata nell'omonima raccolta uscita nel 2011 per le Edizioni il Papavero.